# Janirella eximia
Janirella eximia là một loài chân đều trong họ Janirellidae. Loài này được Mezhov miêu tả khoa học năm 1981.